# Pedro Reguillo

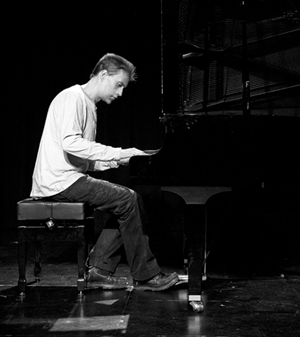
Pedro Reguillo

Pedro Javier Reguillo (La Solana, España, 19 de agosto de 1968). Músico compositor, bajista y pianista que ha trabajado en numerosos proyectos artísticos. Fue miembro integrante del grupo "La cabra mecánica", y en el año 2004 inició un proyecto alternativo basado en la composición de música para piano contemporáneo, con el seudónimo artístico "Yoel Marc".

## Biografía, vida artística y discografía
Tras concluir la enseñanza secundaria, completa los estudios clásicos de grado medio en el conservatorio superior de música de Madrid e ingresa posteriormente en la Escuela de Música Creativa para iniciarse en el estudio de la armonía funcional y la composición contemporánea. Comienza a trabajar escribiendo y produciendo música para publicidad e imagen y en 1995 inicia su andadura discográfica grabando como bajista junto al cantautor Ángel Petisme. ("Bailando en campos minados" - Fonomusic Records).
Posteriormente entra a formar parte, como miembro integrante, del grupo "La cabra mecánica", haciendo más de cuatrocientos conciertos en gira por toda España durante cuatro años y grabando en el álbum "Vestidos de domingo" (Dro-warner music), disco de oro y platino que superó la venta de más de 100.000 copias.
En el año 2002 reinicia su andadura en la "Electric shuffle band", versioneando clásicos del repertorio "jazz fusión", en el circuito habitual de clubes de la capital de España, y en septiembre del 2004 graba junto a Álex Ubago en el disco "Arde la calle" -Tributo a Radio Futura (Sony BMG-2ª edición).
Ha colaborado en sesiones de grabación junto a otras bandas como "Dwomo" o "El hombre gancho" ("navegantes"-BMG), bajo la dirección de productores como Alejo Stivel, Jesús.N.Gómez o Fernando Polaino.
Igualmente formó parte de la banda del programa de TVE. "Un domingo cualquiera", dirigida por Danilo Vaona, donde acompañó en riguroso directo a artistas como "Gloria Estefan" entre otros.
Durante el año 2010 participó en la grabación del disco tributo a "Leño", ("Bajo la corteza" -EMI-manitú records), disco que contó con la colaboración de renombrados artistas como Miguel Rios, Luz Casal o Extremoduro entre otros.
En la actualidad imparte clases de armonía funcional y lenguaje musical dando vida paralelamente a un proyecto en solitario, con el seudónimo "Yoel Marc".

## Yoel Marc
(Alter ego del músico Pedro Javier Reguillo), cuyo proyecto artístico se basa fundamentalmente en la composición de música para piano contemporáneo, con influencias de autores minimalistas como Wim Mertens o Michael Nyman, encuadrados en el género "New Age" y de banda sonora.
Ha publicado hasta hoy dos discos, "Frivolofobia" y "Música para un mundo sordo".
Actualmente amplía su proyecto sobre la base de la música contemporánea y la música experimental.